# Jesiotr bajkalski
Jesiotr bajkalski (Acipenser baerii baicalensis) – endemiczny podgatunek jesiotra syberyjskiego opisany przez Aleksandra Nikolskiego jako słodkowodna forma Acipenser stenorrhynchus var. baikalensis.

## Występowanie
Występuje w Bajkale, głównie w północnej części jeziora.
Migruje w górę rzeki Selenga w celu odbycia tarła.